# Xian de Wenshang
Le xian de Wenshang (汶上县 ; pinyin : Wénshàng Xiàn) est un district administratif de la province du Shandong en Chine. Il est placé sous la juridiction de la ville-préfecture de Jining.

## Démographie
La population du district était de 725 971 habitants en 1999.